# タイトスポット
タイトスポット (Tight Spot)
1. 1987年生のアメリカ合衆国の競走馬。主な勝鞍にアーリントンミリオンステークスなど。本稿で解説する。
2. 1955年制作のアメリカ映画『消された証人（en）』の原題。監督フィル・カールソン、主演ジンジャー・ロジャース。

タイトスポット (Tight Spot) は、1987年生まれのアメリカ合衆国の競走馬で、日本に種牡馬として輸出された馬。毛色は鹿毛。
父はアメリカでリーディングサイアーにも輝いたヒズマジェスティ。さらにその父はイタリアの大種牡馬のリボー。母はアメリカやフランスで5勝を挙げたプレミアムウィン。母父はノーザンダンサー直仔のリファール。母系にネアルコの5×5のインブリードを持っている。
通算成績21戦12勝。うち、グレード競走7勝（G1・2勝、G2・3勝、G3・2勝）。連対率、7割1分4厘。

## 経歴
2歳の9月にデビューするも大差で惨敗。その年の12月に出走した5戦目で未勝利を脱却した。デビューから9戦はダートを走り、着外はデビュー戦のみであるものの2勝（2着3回）と勝ち星に恵まれなかったのだが、芝の競走に出走するようになると才能が開花し、芝初戦となった3歳6月のスターダストステークスから4歳の9月にかけて8連勝を飾った。その中にはアーリントンミリオンとエディリードハンデキャップのG1を2勝している。（他はG2・3勝、G3・1勝、その他2勝）
4歳時には5勝（6戦）しているうちの3勝はコースレコードで、エディリードハンデキャップでは9ハロン（約1811メートル）の世界タイ記録であった。この年エクリプス賞芝牡馬チャンピオンを受賞している。
連勝はブリーダーズカップ・マイルで敗れて止まったが、後に2勝し、5歳の8月に前年タイ記録を出したエディリードハンデキャップ（4着）を最後に引退した。引退後は日本にて種牡馬となり、日高軽種馬農協門別種馬場に繋養されていたが、種牡馬として大きな成功を収めることなく、2002年に中国の北京龍頭牧場へと輸出された。
2006年11月25日死亡。後継種牡馬に日本から輸出された牝馬との間に産まれたMu Jun Da Ge Zi(牧駿大個子)がいる。

## 代表産駒
- 1994年産
  - ブラボーグリーン（京阪杯、新潟記念2着）
- 1997年産
  - メイセイオペレッタ（オパールカップ・メイセイオペラの半妹）
- 1999年産
  - カシノオウサマ（九州三冠（荒尾ダービー・九州ダービー栄城賞・九州菊花賞））
- 2000年産
  - ケイティグリーン（サラブレッドヤングチャンピオン）
  - アイアンダッシュ（フリーダムカップ）
  - キャピタルゲイン（福島ジャンプステークス）
- 2001年産
  - マルヨスポット（スプリント、オッズパークグランプリ）
  - ノーススポット（新緑賞）

### 母の父としての産駒
- 2005年産
  - モエレカトリーナ（紫苑ステークス）
  - ケイゾク（ゴールドジュニア、オッズパーク・ファンセレクションin笠松）
- 2006年産
  - ナカヤマフェスタ（宝塚記念、東京スポーツ杯2歳ステークス、セントライト記念、凱旋門賞2着）
- 2007年産
  - ディアアレトゥーサ（紫苑ステークス）
- 2009年産
  - アグリノキセキ（福山弥生賞、福山ダービー）
- 2010年産
  - オグリタイム（南部駒賞）

## 血統表
| タイトスポットの血統（リボー系 / Nearco 母内5x5=6.25%） | タイトスポットの血統（リボー系 / Nearco 母内5x5=6.25%） | タイトスポットの血統（リボー系 / Nearco 母内5x5=6.25%） | （血統表の出典）        | （血統表の出典） |
| 父 His Majesty 1968 鹿毛 アメリカ                       | 父の父Ribot 1952 鹿毛 イタリア                          | Tenerani                                                | Bellini                 | Bellini          |
| 父 His Majesty 1968 鹿毛 アメリカ                       | 父の父Ribot 1952 鹿毛 イタリア                          | Tenerani                                                | Tofanella               |                  |
| 父 His Majesty 1968 鹿毛 アメリカ                       | 父の父Ribot 1952 鹿毛 イタリア                          | Romanella                                               | El Greco                | El Greco         |
| 父 His Majesty 1968 鹿毛 アメリカ                       | 父の父Ribot 1952 鹿毛 イタリア                          | Romanella                                               | Barbara Burrini         |                  |
| 父 His Majesty 1968 鹿毛 アメリカ                       | 父の母Flower Bowl 1952 鹿毛 アメリカ                    | Alibhai                                                 | Hyperion                | Hyperion         |
| 父 His Majesty 1968 鹿毛 アメリカ                       | 父の母Flower Bowl 1952 鹿毛 アメリカ                    | Alibhai                                                 | Teresina                |                  |
| 父 His Majesty 1968 鹿毛 アメリカ                       | 父の母Flower Bowl 1952 鹿毛 アメリカ                    | Flower Bed                                              | Beau Pere               | Beau Pere        |
| 父 His Majesty 1968 鹿毛 アメリカ                       | 父の母Flower Bowl 1952 鹿毛 アメリカ                    | Flower Bed                                              | Boudoir                 |                  |
| 母 Premium Win 1981 鹿毛 アメリカ                       | 母の父Lyphard 1969 鹿毛 アメリカ                        | Northern Dancer                                         | Nearctic                | Nearctic         |
| 母 Premium Win 1981 鹿毛 アメリカ                       | 母の父Lyphard 1969 鹿毛 アメリカ                        | Northern Dancer                                         | Natalma                 |                  |
| 母 Premium Win 1981 鹿毛 アメリカ                       | 母の父Lyphard 1969 鹿毛 アメリカ                        | Goofed                                                  | Court Martial           | Court Martial    |
| 母 Premium Win 1981 鹿毛 アメリカ                       | 母の父Lyphard 1969 鹿毛 アメリカ                        | Goofed                                                  | Barra                   |                  |
| 母 Premium Win 1981 鹿毛 アメリカ                       | 母の母Classic Perfection 1972 青鹿毛 アメリカ           | Never Bend                                              | Nasrullah               | Nasrullah        |
| 母 Premium Win 1981 鹿毛 アメリカ                       | 母の母Classic Perfection 1972 青鹿毛 アメリカ           | Never Bend                                              | Lalun                   |                  |
| 母 Premium Win 1981 鹿毛 アメリカ                       | 母の母Classic Perfection 1972 青鹿毛 アメリカ           | Mira Femme                                              | Dumpty Humpty           | Dumpty Humpty    |
| 母 Premium Win 1981 鹿毛 アメリカ                       | 母の母Classic Perfection 1972 青鹿毛 アメリカ           | Mira Femme                                              | Mlle. Somebody F-No.5-f |                  |